# Jean Gargonne
Jean Gargonne est un ingénieur du son et un monteur son français.

## Biographie
Jean Gargonne est connu surtout pour son travail de monteur son qui a été distingué par le Grand prix de la CST lors du Festival de Cannes 1993,.

## Filmographie partielle
- 1978 : Passe montagne de Jean-François Stévenin
- 1985 : Rendez-vous d'André Téchiné
- 1988 : 36 Fillette de Catherine Breillat
- 1989 : Mes meilleurs copains de Jean-Marie Poiré
- 1991 : Le Brasier d'Éric Barbier
- 1992 : IP5 de Jean-Jacques Beineix
- 1993 : Mazeppa de Bartabas
- 1998 : Le Dîner de cons de Francis Veber
- 2002 : Monsieur Batignole de Gérard Jugnot
- 2002 : Les Amants du Nil d'Éric Heumann
- 2005 : Boudu de Gérard Jugnot
- 2009 : Le Dernier Vol de Karim Dridi
- 2011 : Low Cost de Maurice Barthélemy
- 2012 : Mauvaise Fille de Patrick Mille
- 2012 : Le Prénom de Matthieu Delaporte et Alexandre de La Patellière
- 2014 : Salaud, on t'aime de Claude Lelouch
- 2014 : Valentin Valentin de Pascal Thomas
- 2016 : Chouf de Karim Dridi
- 2018 : En liberté ! de Pierre Salvadori
- 2019 : Les Plus Belles Années d'une vie de Claude Lelouch

## Récompense
- Grand prix de la Commission supérieure technique 1993 au Festival de Cannes pour Mazeppa de Bartabas